# Hyperolius igbettensis
Hyperolius igbettensis là một loài ếch thuộc họ Hyperoliidae.
Loài này có ở Cameroon, Bờ Biển Ngà, Ghana, Nigeria, có thể cả Bénin, có thể cả Cộng hòa Trung Phi, có thể cả Tchad, và có thể cả Togo.
Môi trường sống tự nhiên của chúng là xavan ẩm, đồng cỏ nhiệt đới hoặc cận nhiệt đới vùng ngập nước hoặc lụt theo mùa, đầm nước, hồ nước ngọt, hồ nước ngọt có nước theo mùa, đầm nước ngọt, đầm nước ngọt có nước theo mùa, và kênh đào và mương rãnh.